# خليل كوسي
خلـيل كوسي (21 أبريل 1997 في بلجيكا - ) هو لاعب كرة قدم بلجيكي في مركز الوسط. لعب مع Royale Union Tubize-Braine ‏.

## وصلات خارجية
- خلـيل كوسي على موقع قاعدة بيانات كرة القدم.إي يو (الإنجليزية)
- خلـيل كوسي على موقع Soccerway.com (الإنجليزية)